# Bildungsnetzwerk
Als Bildungsnetz bzw. Bildungsnetzwerk wird eine Zusammenarbeit verschiedener Bildungseinrichtungen verstanden, in denen entweder
- ähnliche Bildungsstätten eines Staates,
- Bildungsstätten eines Bundeslandes kooperieren,
- eine internationale Zusammenarbeit in einem bestimmten Fachgebiet stattfindet,
- oder Kooperationen und Netzwerke weltweit verbreiteter Universitäten bestehen.

## Kooperation innerhalb eines Staates
Sie findet v. a. zwischen Bildungseinrichtungen ähnlicher Art statt. Beispiele sind:
- auf Leitungsebene von Hochschulen die Rektorenkonferenz eines Staates, z. B.
  - in Deutschland die Hochschulrektorenkonferenz (HRK)
  - bzw. die Rektorenkonferenz der Musikhochschulen
  - in Österreich die Österreichische Universitätenkonferenz
  - in der Schweiz die Rektorenkonferenz der Schweizer Universitäten
- direkte Kooperationen mehrerer Hochschulen, wie
  - ein Hochschulverbund zweier oder mehrerer Universitäten
- speziell gegründete Arbeitskreise zur Kooperation fachlich verwandter Hochschulen oder Fachbereiche, z. B.
  - das französische Institut national des sciences appliquées für angewandte Wissenschaften,
  - die Deutsche Versicherungsakademie
  - das deutsche Zentrum für Allgemeine Wissenschaftliche Weiterbildung,
  - das Bernstein Netzwerk, ein Forschungsnetz für Computational Neuroscience,
  - die Zentralstelle für Fernstudien an Fachhochschulen usw.

Zur Kooperation von Schulen und der Erwachsenenbildung gibt es beispielsweise
- in vielen Staaten die Formen der Lernortkooperation oder Internationale Schulen,
- in Deutschland das Berichtssystem Weiterbildung
  - die Deutsche UNESCO-Kommission
  - die Informationsstelle Bildungsauftrag Nord-Süd
  - der Arbeitskreis deutscher Bildungsstätten
  - die Staatliche Zentralstelle für Fernunterricht, oder
  - der Verband der Islamischen Kulturzentren;
- in Österreich die Fakultät für Interdisziplinäre Forschung und Fortbildung
  - die Kooperationen für berufliche Weiterbildung des Wirtschaftsförderungsinstituts
  - die Arbeitsgemeinschaft Bildungshäuser Österreich;
- in der Schweiz die Stiftung Bildung und Entwicklung und
  - die Schweizerische Konferenz der kantonalen Erziehungsdirektoren.

Auch gewerkschaftliche Organisationen befassen sich mit schulischer Kooperation, etwa der deutsche Verband Bildung und Erziehung.

## Kooperation in Bundesländern
Die Formen der Bildungskooperationen sind je nach Staat und Bundesland sehr unterschiedlich. Einige Aspekte seien am Beispiel deutscher Bundesländer angeführt:
- Bildungsportal Thüringen
- Initiativkreis Ruhr, Bildungsnetzwerk und Partnerschulen
- Koordinierungsstelle Berufsorientierung in Niedersachsen
- Verein Niedersächsischer Bildungsinitiativen
- Arbeitskreis deutscher Bildungsstätten (politische Bildung)
- Bildungsnetzwerk Leverkusen (NRW)
- SaarLernNetz,
- TUSCH Berlin (kulturelle Bildung, 122 Schulen)
- Netlog, eine Internetplattform für Bildung und soziale Netzwerke.

Die bundesweite Koordinierung der Bildungspolitik erfolgt in Deutschland hauptsächlich durch die Kultusministerkonferenz.

## Internationale Kooperation
Die umfassendste Organisation ist der internationale Wissenschaftsrat ICSU, dem als Mitglieder internationale Fachvereinigungen wie die IUGG und IUGS (Geowissenschaften), die Union für Geographie, für Astronomie, für Mathematik, für Physik und Chemie, für Funktechnik, für Biologie oder für Psychologie angehören.
Weltweite, umfassende Organisationen sind die International Association of Universities (ein der UNESCO angegliedertes Bildungsnetzwerk) oder die Weltdekade „Bildung für eine nachhaltige Entwicklung“ sowie die Bildungsprojekte der OECD. Auch die Europäische Union fördert mit dem Sokrates-Programm (nun „Programm für lebenslanges Lernen“) die transnationalen Zusammenarbeit im Bildungsbereich.
Es gibt auch zahlreiche Initiativen von Staaten zu einzelnen Partnerländern, z. B. die vom deutschen Bildungsministerium (BMBF) initiierten Internationalen Wissenschaftsjahre oder das ASEA-UNINET zwischen Österreich und Ostasien.
Daneben gibt es internationale Kooperationen fachverwandter Institute selbst, beispielsweise für
- Forstliche Forschungsanstalten
- Bodenkundliche Forschungsinstitute
- Kartografische Institute
- Erdrotation und Referenzsysteme
- Materialforschung
- Kultur und Geschichte
- Normungsinstitute
- Museen
- Psychologenverbände.

Auf nicht-akademischer Ebene kooperieren vor allem Schulen ähnlicher Ausrichtung, in Europa beispielsweise
- ESA – European Schools for Higher Education in Administration and Management
- Deutsch-polnischer Ausschuss für Bildungszusammenarbeit

Personenbezogen sind internationale Austauschprogramme zu erwähnen, wie das Erasmus-Programm der EU für europäische Hochschulen, oder das Fulbright-Programm der USA.

## Internationale Universitäts-Netzwerke
- ASEAN-Universitäts-Netzwerk
- Euroleague for Life Sciences
- Grupo Compostela
- Institut Joan Lluís Vives
- Netzwerk der Balkan-Universitäten
- Netzwerk der Schwarzmeer-Universitäten
- Matariki Universitätsnetzwerk
- Universitas 21
- Utrecht Netzwerk
- Weltkongress der Universitäten
- Young European Research Universities Network